# Llista de cràters de Ganimedes
En aquest article només es mostra els noms oficials aprovats per la Unió Astronòmica Internacional (UAI).
Aquesta és una llista de cràters amb nom de Ganimedes, una de les moltes llunes de Júpiter, descoberta per Galileo Galilei el 1610.
El 2019, els 132 cràters amb nom de Ganímedes representaven el 2,41% dels 5475 cràters amb nom del Sistema Solar. Altres cossos amb cràters amb nom són Amaltea (2), Ariel (17), Cal·listo (142), Caront (6), Ceres (115), Dàctil (2), Deimos (2), Dione (73), Encèlad (53), Epimeteu (2), Eros (37), Europa (41), Febe (24), Fobos (17), Gaspra (31), Hiperió (4), Ida (21), Itokawa (10), Janus (4), Japet (58), Lluna (1624), Lutècia (19), Mart (1124), Mathilde (23), Mercuri (402), Mimas (35), Miranda (7), Oberó (9), Plutó (5), Proteu (1), Puck (3), Rea (128), Šteins (23), Tebe (1), Terra (190), Tetis (50), Tità (11), Titània (15), Tritó (9), Umbriel (13), Venus (900), i Vesta (90).

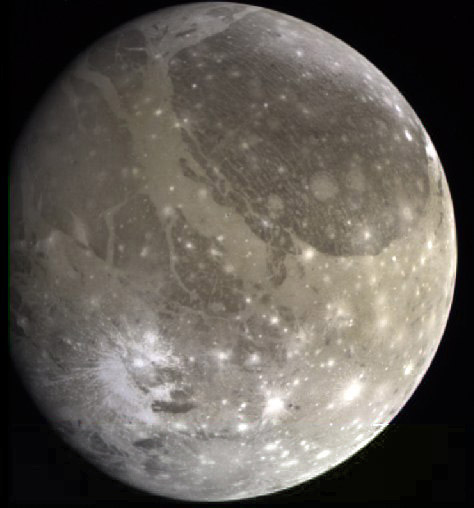
Imatge de Ganimedes (Júpiter iii)
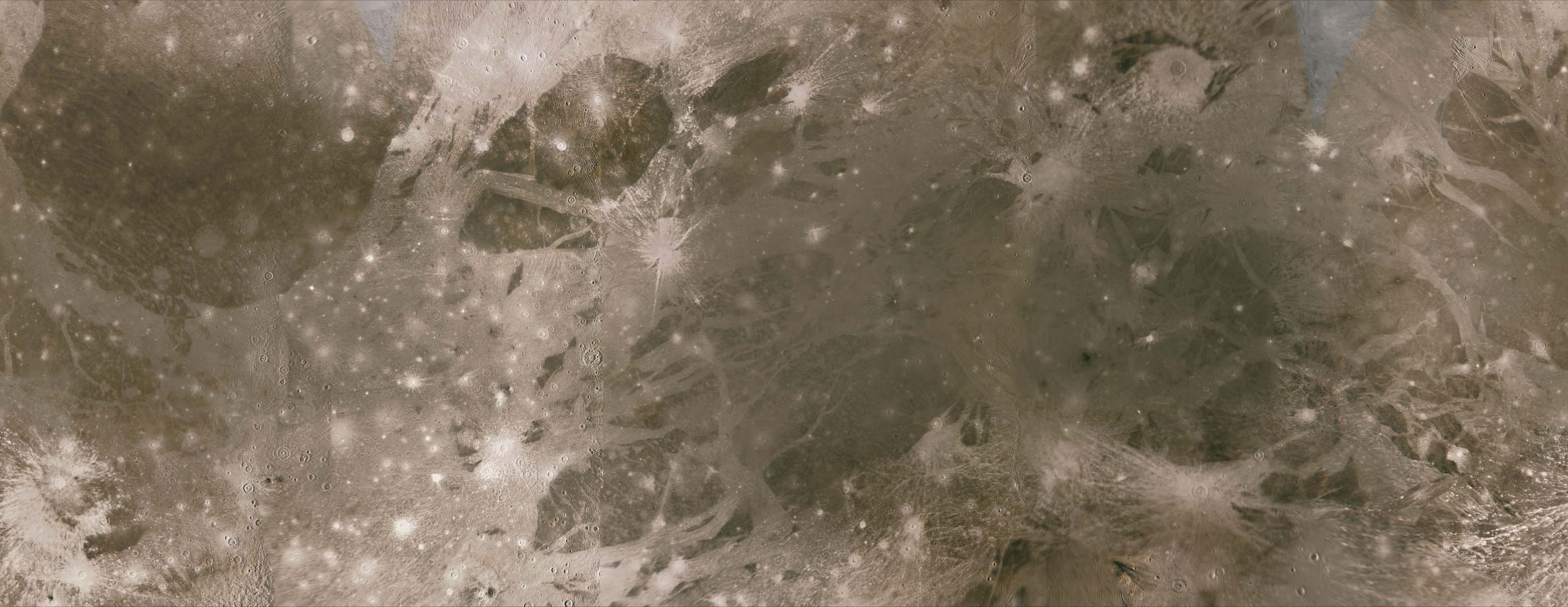
Mapa topogràfic de Ganimedes

## Llista
Els cràters de Ganimedes porten els noms de divinitats i herois de les antigues poblacions de la Mitja Lluna fèrtil. Són excepcions els cràters Achelous, Erichthonius, Tros, Ilus i Laomedon dedicats respectivament als dos avis, al pare, al germà i a un nebot de Ganimedes, així com els cràters Dendera i Punt que inicialment van ser classificats com facula i, per tant, respecten la convenció de la nomenclatura de les faculae de Ganimedes.
A més, també hi ha dos casos de cràters batejats inicialment per la UAI (Keret i Wadjet), però el seu nom es va abolir més tard, i un cas de denominació provisional no oficial (Khnum).
| Cràter       | Coordenades                              | Diàmetre (km) | Epònim | Ref.  |
| ------------ | ---------------------------------------- | ------------- | --- | ----- |
| Achelous     | 61° 54′ N, 11° 47′ O / 61.9°N,11.78°O    | 40,0          | Aqueloos - En la mitologia grega, divinitat fluvial; pare de Cal·lírroe, la mare de Ganimedes.                                                                      | WGPSN |
| Adad         | 57° 26′ N, 358° 01′ O / 57.43°N,358.02°O | 39,0          | Adad - En la mitologia mesopotàmica, déu de la pluja i de les tempestes.                                                                                            | WGPSN |
| Adapa        | 73° 05′ N, 31° 19′ O / 73.08°N,31.32°O   | 57,0          | Adapa - Personatge de la mitologia mesopotàmica, sacerdot i fill del déu Enki.                                                                                      | WGPSN |
| Agreus       | 15° 52′ N, 232° 42′ O / 15.87°N,232.7°O  | 63,0          | Agreo - Déu de la caça de Tiro. | WGPSN |
| Agrotes      | 60° 56′ N, 192° 37′ O / 60.93°N,192.62°O | 74,0          | Agrotes - Divinitat suprema a Biblos. | WGPSN |
| Aleyin       | 15° 08′ N, 134° 05′ O / 15.14°N,134.08°O | 12,4          | Aleyin - En la mitologia fenícia, esperit de les fonts, fill de Baal.                                                                                               | WGPSN |
| Ammura       | 31° 46′ N, 342° 21′ O / 31.76°N,342.35°O | 61,5          | Ammura - En la mitologia fenícia, la divinitat de l'oest. | WGPSN |
| Amon         | 33° 41′ N, 220° 37′ O / 33.69°N,220.61°O | 102,0         | Amon - En la mitologia egípcia, rei dels déus a Tebes. | WGPSN |
| Amset        | 14° 25′ S, 178° 45′ O / 14.41°S,178.75°O | 11,0          | Imset - En la mitologia egípcia, un dels quatre déus de la mort, fill d'Horus.                                                                                      | WGPSN |
| Anat         | 4° 06′ S, 128° 00′ O / 4.1°S,128°O       | 2,9           | Anat - Deessa cananea de la Terra, d'amor, de fertilitat i de guerra. Aquest cràter s'utilitza per definir el primer meridià de Ganímedes.                          | WGPSN |
| Andjeti      | 52° 45′ S, 161° 06′ O / 52.75°S,161.1°O  | 52,0          | Andjeti - En la mitologia egípcia, principal divinitat de Busirus.                                                                                                  | WGPSN |
| Anhur        | 32° 38′ N, 192° 19′ O / 32.63°N,192.32°O | 25,0          | Onuris - En la mitologia egípcia, la deïtat de la caça i la guerra.                                                                                                 | WGPSN |
| Antum        | 5° 05′ N, 218° 56′ O / 5.09°N,218.94°O   | 14,7          | Antu - En la mitologia sumèria i acàdia, esposa i germana d'An. | WGPSN |
| Anu          | 65° 14′ N, 344° 15′ O / 65.24°N,344.25°O | 55,0          | An - En la mitologia mesopotàmica, déu celestial | WGPSN |
| Anubis       | 84° 26′ S, 128° 40′ O / 84.44°S,128.66°O | 114,0         | Anubis - En la mitologia egípcia, déu guardià de les tombes i del inframón.                                                                                         | WGPSN |
| Anzu         | 63° 31′ N, 62° 44′ O / 63.51°N,62.73°O   | 210,0         | Anzu - En mitologia sumèria i acàdia, ocell gegant amb cap de lleó, guardià del tron del temple d'Enlil.                                                            | WGPSN |
| Apophis      | 8° 07′ S, 276° 10′ O / 8.12°S,276.16°O   | 57,0          | Apofis - En la mitologia egípcia, un déu de la foscor i del caos.                                                                                                   | WGPSN |
| Ashîma       | 39° 03′ S, 122° 59′ O / 39.05°S,122.98°O | 84,0          | Ashîma - Divinitat àrab-semita del destí. | WGPSN |
| Asshur       | 54° 10′ N, 333° 29′ O / 54.16°N,333.48°O | 25,5          | Asshur - En la mitologia mesopotàmica, principal déu d'Assíria i déu tutelar d'Assur.                                                                               | WGPSN |
| Atra-hasis   | 22° 32′ N, 254° 07′ O / 22.54°N,254.11°O | 133,0         | Atrahasis - El suprem savi que segons els mites accadis va sobreviure a la inundació universal.                                                                     | WGPSN |
| Aya          | 68° 20′ N, 322° 01′ O / 68.34°N,322.02°O | 38,0          | Aya - En la mitologia mesopotàmica, la companya de Šamaš. | WGPSN |
| Ba'al        | 24° 55′ N, 329° 58′ O / 24.92°N,329.97°O | 43,0          | Baal - En mitologia fenícia, figura central de la religiositat de l'antiga Ugarit.                                                                                  | WGPSN |
| Bau          | 23° 03′ N, 48° 40′ O / 23.05°N,48.67°O   | 77,0          | Bau - En la mitologia sumèria, deessa de la medicina i deessa tutelar de Lagaix.                                                                                    | WGPSN |
| Bes          | 25° 29′ S, 180° 58′ O / 25.48°S,180.96°O | 63,0          | Bes - En la mitologia egípcia, déu de la llar, de la fertilitat, del matrimoni, del guaridor, i protector del son.                                                  | WGPSN |
| Chrysor      | 15° 18′ N, 134° 20′ O / 15.3°N,134.34°O  | 7,0           | Chrysor - En la mitologia fenícia, déu inventor de la canya de pescar, l'ham i l'esquer, i el primer a navegar.                                                     | WGPSN |
| Cisti        | 31° 36′ S, 64° 14′ O / 31.6°S,64.23°O    | 70,0          | Cistos - Deïtat iraniana de la salut. | WGPSN |
| Damkina      | 30° 10′ S, 4° 53′ O / 30.17°S,4.88°O     | 190,0         | Damkina - En la mitologia babilònica, deessa celestial, mare de Marduk en alguns mites. També coneguda com Aruru, Ki o Ninhursag.                                   | WGPSN |
| Danel        | 4° 20′ S, 21° 18′ O / 4.33°S,21.3°O      | 56,0          | Danel - Heroi protagonista del poema en ugarític Aqhat, hàbil exagerador.                                                                                           | WGPSN |
| Dendera      | 1° 07′ S, 255° 28′ O / 1.12°S,255.46°O   | 82,0          | Denderah - Ciutat on hi havia el temple principal d'Hathor. Abans del 2000 era classificat classificat com a facula.                                                | WGPSN |
| Diment       | 23° 08′ N, 351° 46′ O / 23.14°N,351.77°O | 40,0          | Diment - En la mitologia egípcia, deessa de les tombes. | WGPSN |
| Ea           | 17° 43′ N, 148° 44′ O / 17.72°N,148.73°O | 20,0          | Ea - Equivalent accadi del sumeri Enki. A la mitologia mesopotàmica, déu de l'aigua dolça, de la saviesa, del protector dels rituals i dels sacerdots.              | WGPSN |
| El           | 1° 01′ N, 151° 22′ O / 1.01°N,151.36°O   | 55,0          | El - Déu del panteó de la regió semítica sírio-palestina i mesopotàmica, sovint presentat amb característiques del déu suprem.                                      | WGPSN |
| Enkidu       | 26° 37′ S, 325° 08′ O / 26.61°S,325.13°O | 122,0         | Enkidu - Personatge de la mitologia sumèria, amic de Gilgameš. | WGPSN |
| Enlil        | 55° 22′ N, 312° 06′ O / 55.36°N,312.1°O  | 34,6          | Enlil - En la mitologia mesopotàmica, déu dels fenòmens atmosfèrics.                                                                                                | WGPSN |
| En-zu        | 11° 35′ N, 168° 24′ O / 11.59°N,168.4°O  | 5,0           | En-zu - En la mitologia mesopotàmica, déu de la Lluna. També es coneix com Nanna o Sin.                                                                             | WGPSN |
| Epigeus      | 22° 58′ N, 180° 39′ O / 22.96°N,180.65°O | 343,0         | Epigeu - Divinitat fenícia. | WGPSN |
| Erichthonius | 15° 19′ S, 175° 16′ O / 15.32°S,175.26°O | 31,0          | Erictoni - En la mitologia grega, rei de Dardània, pare de Troo, el pare de Ganimedes.                                                                              | WGPSN |
| Eshmun       | 17° 27′ S, 192° 07′ O / 17.45°S,192.12°O | 98,0          | Eshmun - Déu tutelar de la ciutat fenícia de Sidó. | WGPSN |
| Etana        | 74° 44′ N, 340° 21′ O / 74.74°N,340.35°O | 46,0          | Etana de Kish - Tretzè lugal mític de la primera dinastia de Kish.                                                                                                  | WGPSN |
| Gad          | 13° 34′ S, 137° 34′ O / 13.56°S,137.56°O | 72,0          | Gad - Divinitat semítica de la fortuna. | WGPSN |
| Geb          | 56° 25′ N, 182° 39′ O / 56.41°N,182.65°O | 60,0          | Geb - En la mitologia egípcia, Déu de la terra en la mitologia egípcia.                                                                                             | WGPSN |
| Geinos       | 18° 38′ N, 219° 26′ O / 18.64°N,219.44°O | 56,0          | Geinos - Divinitat de Tir, inventor del maó. | WGPSN |
| Gilgamesh    | 62° 50′ S, 124° 50′ O / 62.84°S,124.83°O | 153,0         | Gilgameš - Rei mític dels sumeris, protagonista de l'Epopeia de Gilgameš.                                                                                           | WGPSN |
| Gir          | 34° 03′ N, 145° 45′ O / 34.05°N,145.75°O | 73,0          | Gir - En la mitologia sumèria, deïtat de la calor de l'estiu. | WGPSN |
| Gula         | 64° 09′ N, 12° 18′ O / 64.15°N,12.3°O    | 38,0          | Gula - En la mitologia mesopotàmica, déu de la salut. | WGPSN |
| Gushkin      | 20° 45′ N, 45° 59′ O / 20.75°N,45.98°O   | 40,5          | Gushkin - En la mitologia sumèria, divinitat protectora dels orfebres.                                                                                              | WGPSN |
| Halieus      | 34° 27′ N, 167° 08′ O / 34.45°N,167.14°O | 90,0          | Halieus - Déu dels pescadors de Tir. | WGPSN |
| Hapi         | 30° 34′ S, 212° 40′ O / 30.57°S,212.66°O | 96,0          | Hapi - En la mitologia egípcia, déu de la fertilitat del riu Nil.                                                                                                   | WGPSN |
| Harakhtes    | 35° 57′ N, 100° 16′ O / 35.95°N,100.26°O | 108,0         | Harakhti - En la mitologia egípcia, «Horus de l'horitzó», va ser una de les diverses representacions del déu solar Ra.                                              | WGPSN |
| Haroeris     | 28° 32′ N, 296° 49′ O / 28.53°N,296.82°O | 70,0          | Haroeris - En la mitologia egípcia, la forma sincrètica més important del déu Horus.                                                                                | WGPSN |
| Hathor       | 66° 54′ S, 268° 44′ O / 66.9°S,268.74°O  | 173,0         | Hathor - En la mitologia egípcia, deessa de l'amor i l'alegria, deessa mare universal.                                                                              | WGPSN |
| Hay-tau      | 14° 26′ N, 133° 08′ O / 14.44°N,133.13°O | 27,0          | Hay-tau - En la mitologia dels Nega, esperit de la vegetació dels boscos.                                                                                           | WGPSN |
| Hedetet      | 32° 55′ S, 251° 01′ O / 32.91°S,251.01°O | 106,0         | Hedetet - En la mitologia egípcia, deessa escorpí, filla de Ra. | WGPSN |
| Hershef      | 47° 23′ N, 269° 23′ O / 47.39°N,269.38°O | 120,0         | Hershef - En la mitologia egípcia, un déu amb cap de cabra. | WGPSN |
| Humbaba      | 55° 09′ S, 67° 19′ O / 55.15°S,67.31°O   | 40,0          | Humbamba - En la mitologia babilònica, guardià mitològic del Bosc dels cedres.                                                                                      | WGPSN |
| Ilah         | 22° 00′ N, 160° 37′ O / 22°N,160.62°O    | 76,0          | Ilah - En la mitologia sumèria, déu del cel. | WGPSN |
| Ilus         | 13° 28′ S, 110° 26′ O / 13.46°S,110.43°O | 90,0          | Ilos - Germà de Ganimedes. | WGPSN |
| Irkalla      | 32° 31′ S, 114° 50′ O / 32.52°S,114.84°O | 117,0         | Irkalla - En la mitologia sumèria, deessa de l'inframóni. També coneguda com Ereixkigal.                                                                            | WGPSN |
| Ishkur       | 0° 22′ N, 8° 22′ O / 0.37°N,8.37°O       | 67,0          | Ishkur - Equivalent sumeri de l'Adad accadi. En la mitologia mesopotàmica, déu de la pluja i la tempesta.                                                           | WGPSN |
| Isimu        | 8° 30′ N, 0° 00′ E / 8.5°N,-0°E          | 89,5          | Isimu - En la mitologia sumèria, déu de la vegetació. | WGPSN |
| Isis         | 67° 17′ S, 201° 12′ O / 67.28°S,201.2°O  | 75,0          | Isis - En la mitologia egípcia, deessa de la maternitat i fertilitat, esposa d'Osiris                                                                               | WGPSN |
| Kadi         | 47° 41′ N, 178° 30′ O / 47.68°N,178.5°O  | 87,0          | Kadi - En la mitologia babilònica, deessa de la justícia. | WGPSN |
| Khensu       | 1° 01′ N, 152° 56′ O / 1.02°N,152.93°O   | 17,0          | Khensu - En la mitologia egípcia, déu de la Lluna i de l'aire. També conegut com Khonsu.                                                                            | WGPSN |
| Khepri       | 20° 25′ N, 147° 34′ O / 20.41°N,147.56°O | 47,0          | Khepri - En la mitologia egípcia, déu de la transformació. | WGPSN |
| Khonsu       | 37° 31′ S, 190° 50′ O / 37.51°S,190.83°O | 80,0          | Khonsu - En la mitologia egípcia, déu de la Lluna i de l'aire. També conegut com Khensu.                                                                            | WGPSN |
| Khumbam      | 24° 06′ S, 335° 21′ O / 24.1°S,335.35°O  | 57,0          | Khumbam - En la mitologia elamita, déu creador. | WGPSN |
| Kingu        | 34° 40′ S, 227° 02′ O / 34.66°S,227.03°O | 78,0          | Kingu - En la mitologia mesopotàmica, fill de Tiāmat, executat per rebel·lar-se contra Enk. Els homes van ser creats a partir de la seva sang barrejada amb argila. | WGPSN |
| Kishar       | 72° 42′ N, 349° 28′ O / 72.7°N,349.46°O  | 78,0          | Kišar - En la mitologia assíria-babilònica, deessa de la terra. | WGPSN |
| Kittu        | 0° 24′ N, 334° 36′ O / 0.4°N,334.6°O     | 15,0          | Kittu - En la mitologia assíria-babilònica, deessa de la justícia.                                                                                                  | WGPSN |
| Kulla        | 33° 13′ N, 113° 52′ O / 33.22°N,113.87°O | 93,0          | Kulla -En la mitologia sumèria, déu inventor del maó. | WGPSN |
| Lagamal      | 64° 18′ N, 244° 13′ O / 64.3°N,244.21°O  | 131,0         | Lagamal - En la mitologia babilònica, divinitat filla d'Ea. | WGPSN |
| Laomedon     | 20° 54′ N, 77° 54′ O / 20.9°N,77.9°O     | 64,0          | Laomedó - En la mitologia grega, rei de Troia el nebot de Ganimedes.                                                                                                | WGPSN |
| Latpon       | 58° 44′ N, 171° 13′ O / 58.74°N,171.21°O | 43,0          | Latpon - Déu de la saviesa de la regió semítica sírio-palestina i mesopotàmica, fill d'El.                                                                          | WGPSN |
| Lugalmeslam  | 23° 43′ N, 193° 53′ O / 23.72°N,193.89°O | 64,0          | Lugalmeslam - En la mitologia sumèria, déu del món subterrani. | WGPSN |
| Lumha        | 36° 01′ N, 154° 14′ O / 36.01°N,154.23°O | 58,0          | Lumha - Denominació d'Enki com a patró dels cantants. | WGPSN |
| Maa          | 1° 18′ N, 203° 38′ O / 1.3°N,203.63°O    | 31,0          | Maa - En la mitologia sumèria, déu de la vista. | WGPSN |
| Mehit        | 28° 57′ N, 164° 23′ O / 28.95°N,164.39°O | 47,0          | Mehit - En la mitologia egípcia, deessa amb la cap de lleona, esposa d'Onuris.                                                                                      | WGPSN |
| Melkart      | 9° 52′ S, 186° 04′ O / 9.86°S,186.07°O   | 105,0         | Melcart - Déu tutelar de la ciutat fenícia de Tir. | WGPSN |
| Menhit       | 36° 19′ S, 140° 19′ O / 36.31°S,140.32°O | 140,0         | Menhit - En la mitologia egípcia, deessa amb la cap de lleona. | WGPSN |
| Min          | 29° 14′ N, 1° 16′ O / 29.23°N,1.26°O     | 33,0          | Min - En la mitologia egípcia, déu de la fertilitat. | WGPSN |
| Mir          | 3° 18′ S, 230° 18′ O / 3.3°S,230.3°O     | 8,0           | Mir - Déu dels vents per als semites occidentals. | WGPSN |
| Misharu      | 4° 19′ S, 335° 53′ O / 4.31°S,335.89°O   | 88,0          | Misharu - En la mitologia assíria-babilònica, déu de la llei. | WGPSN |
| Mont         | 44° 37′ N, 311° 57′ O / 44.62°N,311.95°O | 15,0          | Montu - En la mitologia egípcia, déu guerrer. | WGPSN |
| Mor          | 30° 33′ N, 327° 21′ O / 30.55°N,327.35°O | 41,0          | Mor - En la mitologia fenícia, esperit de la collita. | WGPSN |
| Mot          | 9° 56′ N, 165° 57′ O / 9.93°N,165.95°O   | 23,0          | Mot - Esperit de la collita de la regió semítica sírio-palestina i mesopotàmica, fill d'El.                                                                         | WGPSN |
| Mush         | 15° 07′ S, 114° 46′ O / 15.12°S,114.77°O | 99,0          | Mush - Deïtat sumèria, mig home amb la part inferior de serp. | WGPSN |
| Nabu         | 45° 23′ S, 1° 11′ O / 45.39°S,1.19°O     | 40,0          | Nabu - En la mitologia babilònica, déu de la saviesa i de l'escriptura.                                                                                             | WGPSN |
| Nah-Hunte    | 17° 46′ S, 85° 16′ O / 17.76°S,85.26°O   | 47,0          | Nah-Hunte - Déu elamita de la llum, la justícia. | WGPSN |
| Namtar       | 58° 20′ S, 340° 42′ O / 58.34°S,340.7°O  | 50,0          | Namtar - En la mitologia babilònica, dimoni malvat. | WGPSN |
| Nanna        | 17° 37′ S, 241° 52′ O / 17.61°S,241.87°O | 56,0          | Nanna - Equivalent sumeri de Sin accadi. A la mitologia mesopotàmica, déu protector del cicle lunar i elements naturals relacionats.                                | WGPSN |
| Nefertum     | 44° 21′ N, 321° 02′ O / 44.35°N,321.04°O | 29,0          | Nefertum - En la mitologia egípcia, personificació del lotus blau primordial del qual va sortir el Sol, fill de Ptah.                                               | WGPSN |
| Neheh        | 72° 08′ N, 62° 40′ O / 72.13°N,62.66°O   | 54,0          | Neheh - En la mitologia egípcia, déu de l'eternitat. | WGPSN |
| Neith        | 29° 27′ N, 6° 58′ O / 29.45°N,6.97°O     | 90,0          | Neith - En la mitologia egípcia, deessa de la caça i de la guerra, patrona de Sais.                                                                                 | WGPSN |
| Nergal       | 38° 35′ N, 200° 20′ O / 38.58°N,200.33°O | 9,6           | Nergal - En la mitologia sumèria, déu de l'inframón, espòs d'Ereixkigal.                                                                                            | WGPSN |
| Nidaba       | 17° 45′ N, 123° 26′ O / 17.75°N,123.43°O | 199,0         | Nidaba - En la mitologia sumèria, deessa de la saviesa, escriptura i literatura.                                                                                    | WGPSN |
| Nigirsu      | 58° 16′ S, 320° 34′ O / 58.26°S,320.57°O | 53,0          | Nigirsu - En la mitologia assíria-babilònica, déu de la guerra. | WGPSN |
| Ningishzida  | 14° 07′ N, 189° 50′ O / 14.11°N,189.84°O | 32,0          | Ningishzida - En la mitologia sumèria, déu de la vegetació. | WGPSN |
| Ninkasi      | 59° 13′ N, 48° 51′ O / 59.21°N,48.85°O   | 81,0          | Ninkasi - En la mitologia sumèria, deessa de la cervesa. | WGPSN |
| Ninki        | 8° 22′ S, 120° 47′ O / 8.37°S,120.79°O   | 194,0         | Ninki - A la mitologia mesopotàmica, esposa d'Enki. | WGPSN |
| Ninlil       | 6° 16′ N, 118° 19′ O / 6.27°N,118.32°O   | 91,0          | Ninlil - En la mitologia sumèria, deessa de l'aire, esposa d'Enlil.                                                                                                 | WGPSN |
| Ninsum       | 14° 21′ S, 140° 33′ O / 14.35°S,140.55°O | 88,0          | Ninsum - En la mitologia babilònica, deïtat menor de la saviesa, mare de Gilgameš.                                                                                  | WGPSN |
| Nut          | 54° 13′ S, 269° 12′ O / 54.21°S,269.2°O  | 90,0          | Nut - En la mitologia egípcia, deessa del cel i del naixement. | WGPSN |
| Ombos        | 4° 45′ N, 236° 10′ O / 4.75°N,236.16°O   | 177,0         | Kom Ombo - Ciutat egípcia, centre del culte de Sobek. Abans del 2013 era classificat com a facula.                                                                  | WGPSN |
| Osiris       | 38° 00′ S, 166° 19′ O / 38°S,166.31°O    | 107,0         | Osiris - En la mitologia egípcia, déu de la mort i de l'inframón.                                                                                                   | WGPSN |
| Ptah         | 65° 54′ S, 217° 03′ O / 65.9°S,217.05°O  | 30,0          | Ptah - En la mitologia egípcia, déu creador, déu tutelar de la ciutat de Memphis, patró dels artesans i arquitectes.                                                | WGPSN |
| Punt         | 24° 53′ S, 239° 51′ O / 24.89°S,239.85°O | 135,0         | Punt - Regió on va néixer el culte de Bes. Abans de 1997 era classificat com a facula.                                                                              | WGPSN |
| Ruti         | 13° 14′ N, 308° 39′ O / 13.23°N,308.65°O | 16,0          | Ruti - Déu tutelar de Biblos. | WGPSN |
| Saltu        | 14° 09′ S, 352° 46′ O / 14.15°S,352.77°O | 40,0          | Saltu - En la mitologia babilònica, deessa de la discòrdia i de l'hostilitat.                                                                                       | WGPSN |
| Sapas        | 57° 27′ N, 33° 59′ O / 57.45°N,33.99°O   | 56,0          | Shapash - En la mitologia assíria-babilònica, deessa del Sol, anomenada «Torxa dels déus».                                                                          | WGPSN |
| Sati         | 30° 50′ N, 12° 48′ O / 30.84°N,12.8°O    | 95,0          | Satet - En la mitologia egípcia, deessa protectora de les aigües del Nil, esposa de Khnum.                                                                          | WGPSN |
| Sebek        | 61° 15′ N, 356° 47′ O / 61.25°N,356.78°O | 61,0          | Sobec - En la mitologia egípcia, déu de les aigües i inundacions del Nil.                                                                                           | WGPSN |
| Seima        | 17° 05′ N, 215° 58′ O / 17.09°N,215.97°O | 38,0          | Seima - En la mitologia aramea, deessa mare. | WGPSN |
| Seker        | 39° 10′ S, 345° 23′ O / 39.16°S,345.38°O | 103,0         | Socar - En la mitologia egípcia, déu de les tombes de Menfi. | WGPSN |
| Selket       | 15° 02′ N, 105° 42′ O / 15.03°N,105.7°O  | 168,0         | Selkis - En la mitologia egípcia, la deessa escorpí de la màgia, deessa funerària col·locada per protegir el vas canopi dels intestins dels morts.                  | WGPSN |
| Serapis      | 12° 24′ S, 44° 07′ O / 12.4°S,44.11°O    | 169,0         | Serapis - Divinitat sincrètica grega-egípcia. | WGPSN |
| Shu          | 43° 10′ N, 356° 50′ O / 43.16°N,356.84°O | 44,0          | Shu - En la mitologia egípcia, déu de l'aire. | WGPSN |
| Sin          | 52° 56′ N, 357° 28′ O / 52.94°N,357.46°O | 19,0          | Sin - Equivalent accadi de Nanna sumèri. A la mitologia mesopotàmica, déu protector del cicle lunar i elements naturals relacionats..                               | WGPSN |
| Tammuz       | 13° 27′ N, 230° 46′ O / 13.45°N,230.76°O | 51,0          | Tammuz - Equivalent babilònic de Dumuzi sumeri. A la mitologia mesopotàmica, déu de la vegetació.                                                                   | WGPSN |
| Tanit        | 57° 29′ N, 36° 37′ O / 57.49°N,36.62°O   | 26,0          | Tanit - Deessa tutelar de Cartago, esposa de Baal. | WGPSN |
| Tashmetum    | 39° 43′ S, 264° 32′ O / 39.72°S,264.54°O | 135,0         | Tashmetum - En la mitologia babilònica, deessa de la saviesa i de l'escriptura, esposa de Nabu.                                                                     | WGPSN |
| Ta-urt       | 27° 40′ N, 304° 12′ O / 27.66°N,304.2°O  | 94,0          | Tueris - En la mitologia egípcia, divinitat amb les característiques d'una hipopòtam embarassada, protectora de dones embarassades i nens.                          | WGPSN |
| Teshub       | 68° 18′ S, 279° 17′ O / 68.3°S,279.28°O  | 188,0         | Tessub - Déu urrita del cel i la tempesta. | WGPSN |
| Thoth        | 43° 13′ S, 147° 15′ O / 43.22°S,147.25°O | 102,0         | Thot - En la mitologia egípcia, déu de la Lluna, saviesa, escriptura, màgia, mesura del temps, matemàtiques i geometria.                                            | WGPSN |
| Tros         | 11° 08′ N, 27° 16′ O / 11.14°N,27.26°O   | 94,0          | Tros - Pare de Ganimedes. | WGPSN |
| Upuant       | 46° 24′ N, 319° 32′ O / 46.4°N,319.54°O  | 17,0          | Upuaut - En la mitologia egípcia, un déu guerrer amb cap de xacal.                                                                                                  | WGPSN |
| We-ila       | 12° 22′ S, 290° 21′ O / 12.36°S,290.35°O | 36,0          | We-ila: En la mitologia accadia, el déu que va crear Atraḫasis. | WGPSN |
| Wepwawet     | 69° 53′ S, 59° 49′ O / 69.89°S,59.81°O   | 86,0          | Upuaut - En la mitologia egípcia, déu llop de la mort i la guerra.                                                                                                  | WGPSN |
| Zakar        | 31° 17′ N, 333° 40′ O / 31.28°N,333.67°O | 170,0         | Zakar - En la mitologia assíria, Déu suprem. | WGPSN |
| Zaqar        | 58° 10′ N, 37° 25′ O / 58.16°N,37.41°O   | 33,0          | Zaqar - En la mitologia mesopotàmica, missatger de Sin. | WGPSN |

## Nomenclatura abolida
| Cràter | Coordenades                            | Diàmetre (km) | Epònim | Ref.  |
| ------ | -------------------------------------- | ------------- | --- | ----- |
| Keret  | 16° 00′ N, 35° 12′ O / 16°N,35.2°O     | 36,0          | Keret - Semidéu de la mitologia assíria, fundador d'una dinastia de la ciutat de Hubur. Identificat el 1979, es va abolir més endavant quan van disposar d'imatges més detallades en què ja no era reconegut. | WGPSN |
| Wadjet | 53° 48′ S, 268° 54′ O / 53.8°S,268.9°O | 100,0         | Wadjet - Deessa egípcia amb forma de serp. Inicialment considerat una característica independent, el 2000 va ser reconegut a la imatge de major detall com el ja conegut cràter Nut.                          | WGPSN |

## Nomenclatura no aprovada
| Cràter | Coordenades                          | Diàmetre (km) | Epònim | Ref.  |
| ------ | ------------------------------------ | ------------- | --- | ----- |
| Khnum  | 17° 48′ S, 85° 12′ O / 17.8°S,85.2°O | 45,0          | Khnum - Déu egipci amb cap de xai, creador dels humans. El nom proposat com a nom provisional, no va ser aprovat per evitar l'ambigüitat amb la Khnum Catena; es va triar el nom Nah-Hunte. | WGPSN |